# Ariane–1

## Története
Európai Űrügynökség a korábbi Európa–1 és Európa–2 hordozórakéták helyett tervezte rendszerbe állítani.
Az Ariane–1 űrhajózási hordozórakétát az Európai Űrügynökség fejlesztette ki. Építési költségeinek 65%-át Franciaország, 18,9%-át Nyugat-Németország, a többi részét Belgium, Anglia Hollandia, Spanyolország, Olaszország, Svájc, Svédország és Dánia fedezte.
1981-1990 között 40–50 darabos indítást terveztek. Az ESA-államok távközlési, televíziós és meteorológiai programjaira tervezték.
Az Ariane–1-et elsősorban arra tervezték, hogy két távközlési műholdat juttasson egy időben pályára, így csökkentve a költségeket. Mivel a műholdak mérete nőtt, az Ariane–1-et a nagyobb teljesítményű Ariane–2 és Ariane–3 váltották.
Induló tömege 204 tonna, magassága 44,6, átmérője 3,2, szárny fesztávolsága 7,6 méter, hasznos tömege 810 kilogramm. Feladattól, magasságtól függően a szállítható tömeg 750–1500 kilogramm között változhatott. Első indítás 1979. december 24-én, utolsó 1986. február 22-én történt. Összesen 11 űreszközt juttatott pályára.

## 1. fokozat
Jele L–140. Hajtóanyagának induló tömege 160 tonna, magassága 18,40, törzsátmérője 3,8 méter. Hajtóanyaga N2O4/UDMH, hajtóműveinek száma 4 darab, típusa Viking.

## 2. fokozat
Jele L–33. Hajtóanyagának induló tömege 37,13 tonna, magassága 11,5, törzsátmérője 2,6 méter. Hajtóanyaga N2O4/UDMH, hajtóműveinek száma egy darab, típusa Viking.

## 3. fokozat
Jele A–8. Hajtóanyagának induló tömege 9687 kilogramm, magassága 10,23, törzsátmérője 2,66 méter. Hajtóanyaga Lox/LH2, hajtóműveinek száma 1 darab, típusa HM7–A.

## 4. fokozat
Hajtóanyagának induló tömege 369 kilogramm, magassága 1,13, törzsátmérője 0,77 méter. Hajtóanyaga szilárd, hajtóműveinek száma 1 darab.